# Боргоферо (Модена)
Боргоферо је насеље у Италији у округу Модена, региону Емилија-Ромања.
Према процени из 2011. у насељу је живело 68 становника. Насеље се налази на надморској висини од 20 м.